# Relief Association of Southern Sudan
Die Relief Association of Southern Sudan (RASS) war eine humanitäre Organisation im Sudan, die während des Zweiten Sudanesischen Bürgerkriegs aktiv war. Von 1991 bis 2003 war sie der humanitäre Flügel der Streitkräfte von Riek Machar (zunächst SPLA-Nasir/United, später: South Sudan Liberation Movement – SSIM/A, South Sudan Defense Forces – SSDF, Sudan People’s Defense Forces/Democratic Front – SPDF). Die SPLA-Nasir betrieb die RASS als eine lokale bürgerliche Behörde und als Verbindungsglied zu den Hilfswerken der Vereinten Nationen und anderen Nichtregierungsorganisationen (NGO). 1999 war Simon Kun der Executive Director der RASS.
RASS wurde von der SPLA-Nasir/United fast unmittelbar nach dem Aufstand innerhalb der Sudan People’s Liberation Army im Jahr 1991 gegen die Führung von John Garang gegründet. Die RASS blieb eng mit der militärischen Struktur der SPLA-Nasir verbunden und war nur in Gebieten aktiv, welche von den Einheiten von Riek Machar kontrolliert wurden. Mitarbeiter der RASS waren im Allgemeinen frühere Kämpfer und Kommandanten der Bewegung. Anfangs wurde die RASS von Riek Gai Kok geführt. Später übernahm Timothy Tutlam den Posten als RASS-Direktor. Er blieb im Amt bis zu seinem Tod in dem Flugzeugabsturz der Sudan Air Force 1988 (1998 Sudan Air Force crash).
Die RASS konkurrierte mit dem Hilfsflügel der SPLA, der Sudan Relief and Rehabilitation Association (SRRA), um den Zugang zur Nahrungsmittelverteilung. Später wurde die RASS Partner der Operation Lifeline Sudan. In Zusammenarbeit mit internationalen NGOs und Agenturen führte die RASS Nahrungsmittelverteilungen durch. Die RASS verfügte jedoch nicht über die organisatorischen Kapazitäten, um die ihr zugewiesenen Mengen an Nahrungsmittelhilfe zu bewältigen, was dazu führte, dass gespendete Nahrungsmittel regelmäßig zweckentfremdet wurden.
1998 gab die SSDF zu, dass sich unter ihren Kämpfern auch Kinder befanden, und stimmte zu, an einem von UNICEF und der schwedischen Kinderschutzorganisation Rädda Barnen (Save the Children) organisierten Programm zur Demobilisierung von Kindersoldaten teilzunehmen. RASS und die schwedische Kinderschutzorganisation Save the Children begannen in Thonyor, in der Nähe von Leer, ein Durchgangslager für etwa 280 ehemalige Kindersoldaten zu betreiben. Die Aktivitäten des Lagers wurden jedoch unterbrochen, als 1999 in der Gegend Kämpfe ausbrachen. Die meisten Kinder wurden später von RASS und der schwedischen Kinderschutzorganisation Save the Children im August 2000 nach Nyal umgesiedelt.
RASS fusionierte 2003 mit der SRRA und bildete eine einheitliche, an die SPLA/M gebundene Hilfsorganisation SRRC.